# Podisma emiliae
Podisma emiliae är en insektsart som beskrevs av Willy Adolf Theodor Ramme 1926. Podisma emiliae ingår i släktet Podisma och familjen gräshoppor. Inga underarter finns listade i Catalogue of Life.